# DAMS
DAMS (acrónimo de Driot-Arnoux Motorsport y por motivos de patrocinio DAMS Lucas Oil) es una escudería francesa de automovilismo fundada en 1988 en Le Mans, Francia. Ha participado en diferentes competiciones automovilísticas desde la Fórmula 3000, World Series by Renault, A1GP, GP2 Series y su paso al Campeonato de Fórmula 2 de la FIA, hasta el Campeonato de Fórmula 3 de la FIA en 2025.
De DAMS han surgido pilotos tales como Érik Comas, Allan McNish, Olivier Panis, Jean-Christophe Boullion, Kamui Kobayashi, Sébastien Bourdais, Kazuki Nakajima, Romain Grosjean, Kevin Magnussen, Carlos Sainz Jr. y Jolyon Palmer.
La asociación entre DAMS y el cuatro veces campeón del mundo de Fórmula 1 Alain Prost creo la escudería e.dams Renault para competir en la temporada inaugural 2014-15 del campeonato mundial de Fórmula E organizado por la Federación Internacional del Automóvil (FIA), hasta 2022-23, donde Nissan compró parte del equipo DAMS, convirtiendo al equipo en exclusivo de la marca japonesa.

## Historia
DAMS fue fundada en 1988 por Jean-Paul Driot y el piloto de Fórmula 1 de Renault y Scuderia Ferrari René Arnoux. Tiene su base en Le Mans, a sólo 2 km del circuito de la Sarthe.
Comienza sus competiciones en 1990 en el campeonato internacional de Fórmula 3000, obteniendo ese mismo año el título con el piloto Érik Comas, repitiendo en 1993 y 1994 con los franceses Olivier Panis y Jean-Christophe Boullion respectivamente. DAMS trabajo junto a la compañía Elf en el programa de desarrollo de pilotos jóvenes hasta 2002. Para 2003 ingresa a la Fórmula Renault V6 donde conseguirían el título con el argentino José María López.
En 2005 asiste a los equipos de Francia, México y Suiza en la recién creada categoría (para el momento) A1 Grand Prix. Este mismo año participa paralelamente en GP2 Series con los pilotos José María López y el malayo Fairuz Fauzy y en World Series by Renault con el venezolano Pastor Maldonado y el italiano Ferdinando Monfardini con malos resultados en ambas competiciones, por lo que decide abandonar la WSR.

### GP2 Series
En la temporada 2006 de GP2 Series participa con los pilotos Franck Perera y Ferdinando Monfardini sin conseguir ninguna victoria quedando en el 11º puesto de escuderías. Para la temporada 2007 cuenta con los pilotos Kazuki Nakajima y Nicolas Lapierre.
DAMS se asoció con el programa de pilotos de Toyota (TDP) del 2006 al 2009, y corrió con sus pilotos en la GP2 Series. En 2006, fueron Franck Perera y luego Kazuki Nakajima en 2007, que terminó quinto en el campeonato GP2 y corrió en los últimos grandes premios de Fórmula 1 con Williams. Después de esto él ganó un puesto en carrera a tiempo completo con el equipo para el 2008 y se mantuvo para la temporada 2009. En 2008, Nakajima sustituye a Kamui Kobayashi en DAMS y se convirtie en piloto de pruebas de Toyota Racing. Kobayashi se queda en el 2009, y es acompañado por Jérôme d'Ambrosio para estos dos años. D'Ambrosio permanecerá con el equipo en 2010, y su compañero de equipo será de Ho-Pin Tung. Ambos pilotos son pilotos de pruebas para la escudería Renault de Fórmula 1, y los coches de DAMS mostrarán una decoración igual al Renault R30. En la temporada 2011 se proclaman subcampeones de escuderías con 89 puntos y logran el campeonato de pilotos con Romain Grosjean.

### Auto GP
Tanto en la temporada 2010 como en la 2011, ganan el campeonato de escuderías de la Auto GP gracias a los buenos resultados de sus pilotos, también hicieron campeón de la categoría a Romain Grosjean en 2010.

### Fórmula E
Nissan e.dams, anteriormente conocida como Renault e.Dams Formula E Team, es la escudería de DAMS que compite en Fórmula E. Desde 2014, ha ganado tres Campeonatos de Equipos y uno de Pilotos.

## Resultados

### Categorías actuales

#### Campeonato de Fórmula 2 de la FIA
(Clave) (negrita indica pole position) (cursiva indica vuelta rápida puntuable)

| Año  | Chasis                                 | Neu. | N.º | Pilotos             | 1    | 1    | 2    | 2    | 3   | 3   | 4    | 4    | 5    | 5    | 6   | 6   | 7   | 7   | 8   | 8   | 9   | 9   | 10  | 10  | 11  | 11  | 12  | 12  | Puntos | Pos. | Ref.  |
| ---- | -------------------------------------- | ---- | --- | ------------------- | ---- | ---- | ---- | ---- | --- | --- | ---- | ---- | ---- | ---- | --- | --- | --- | --- | --- | --- | --- | --- | --- | --- | --- | --- | --- | --- | ------ | ---- | ----- |
| 2017 | Dallara GP2/11 Mecachrome V8108 GP2 V8 | P    |     |                     | SAK  | SAK  | BAR  | BAR  | MON | MON | BAK  | BAK  | SPI  | SPI  | SIL | SIL | BUD | BUD | SPA | SPA | MNZ | MNZ | JER | JER | YMC | YMC |     |     | 369    | 3.º  | [ 3 ] |
| 2017 | Dallara GP2/11 Mecachrome V8108 GP2 V8 | P    | 9   | Oliver Rowland      | 5    | 3    | 3    | 2    | 1   | 9   | 7    | Ret  | 4    | 3    | 3   | 17  | 1   | 2   | DSQ | 8   | Ret | 11  | 2   | 3   | DSQ | 7   |     |     | 369    | 3.º  | [ 3 ] |
| 2017 | Dallara GP2/11 Mecachrome V8108 GP2 V8 | P    | 10  | Nicholas Latifi     | 11   | 4    | 6    | 3    | Ret | 13  | 3    | 3    | 2    | 8    | 8   | 1   | 2   | 6   | DNS | 9   | 3   | 16  | 4   | 2   | 5   | 3   |     |     | 369    | 3.º  | [ 3 ] |
| 2018 | Dallara F2 2018 Mecachrome V6 Turbo    | P    |     |                     | SAK  | SAK  | BAK  | BAK  | BAR | BAR | MON  | MON  | LEC  | LEC  | SPI | SPI | SIL | SIL | BUD | BUD | SPA | SPA | MNZ | MNZ | SOC | SOC | YMC | YMC | 303    | 3.º  | [ 4 ] |
| 2018 | Dallara F2 2018 Mecachrome V6 Turbo    | P    | 5   | Alexander Albon     | 4    | 13   | 1    | 13   | 5   | 2   | Ret  | Ret  | Ret  | 7    | 5   | 5   | 1   | 7   | 5   | 1   | 5   | 3   | 3   | Ret | 1   | 3   | 14  | 8   | 303    | 3.º  | [ 4 ] |
| 2018 | Dallara F2 2018 Mecachrome V6 Turbo    | P    | 6   | Nicholas Latifi     | 11   | 10   | 5    | 3    | 14  | 8   | 9    | 8    | 7    | 8    | 11  | 8   | 17  | 16  | Ret | 16  | 8   | 1   | 5   | 4   | 2   | Ret | Ret | 15  | 303    | 3.º  | [ 4 ] |
| 2019 | Dallara F2 2018 Mecachrome V6 Turbo    | P    |     |                     | SAK  | SAK  | BAK  | BAK  | BAR | BAR | MON  | MON  | LEC  | LEC  | SPI | SPI | SIL | SIL | BUD | BUD | SPA | SPA | MNZ | MNZ | SOC | SOC | YMC | YMC | 418    | 1.º  | [ 5 ] |
| 2019 | Dallara F2 2018 Mecachrome V6 Turbo    | P    | 5   | Sérgio Sette Câmara | 3    | 2    | Ret  | 6    | NC  | 17  | 3    | 6    | 2    | 5    | 5   | 1   | 4   | 17  | 5   | 3   | C   | C   | 5   | Ret | 5   | 6   | 1   | 3   | 418    | 1.º  | [ 5 ] |
| 2019 | Dallara F2 2018 Mecachrome V6 Turbo    | P    | 6   | Nicholas Latifi     | 1    | 3    | 4    | 1    | 1   | 6   | 12   | 10   | 5    | 6    | 9   | 6   | 2   | 5   | 1   | 7   | C   | C   | 13  | 10  | 2   | 4   | 7   | 2   | 418    | 1.º  | [ 5 ] |
| 2020 | Dallara F2 2018 Mecachrome V6 Turbo    | P    |     |                     | SPI1 | SPI1 | SPI2 | SPI2 | BUD | BUD | SIL1 | SIL1 | SIL2 | SIL2 | BAR | BAR | SPA | SPA | MNZ | MNZ | MUG | MUG |     |     |     |     |     |     | 115.5  | 8.º  | [ 6 ] |
| 2020 | Dallara F2 2018 Mecachrome V6 Turbo    | P    | 1   | Sean Gelael         | Ret  | Ret  | 10   | 7    | 17  | 12  | 15   | Ret  | Ret  | DNS  | 19† | DNS | 11  | 11  | 11  | 9   | 7   | 3   |     |     |     |     |     |     | 115.5  | 8.º  | [ 6 ] |
| 2020 | Dallara F2 2018 Mecachrome V6 Turbo    | P    | 2   | Dan Ticktum         | 5    | 3    | 8    | 2    | 9   | NC  | 8    | 1    | 15   | 7    | 9   | 10  | 6   | 10  | 7   | DSQ | 17  | 17  |     |     |     |     |     |     | 115.5  | 8.º  | [ 6 ] |
| 2021 | Dallara F2 2018 Mecachrome V6 Turbo    | P    |     |                     | 1    | 1    | 1    | 2    | 2   | 2   | 3    | 3    | 3    | 4    | 4   | 4   | 5   | 5   | 5   | 6   | 6   | 6   | 7   | 7   | 7   | 8   | 8   | 8   | 36*    | 7º*  | [ 7 ] |
| 2021 | Dallara F2 2018 Mecachrome V6 Turbo    | P    | SAK | SAK                 | SAK  | MON  | MON  | MON  | BAK | BAK | BAK  | SIL  | SIL  | SIL  | MNZ | MNZ | MNZ | SOC | SOC | SOC | YED | YED | YED | YMC | YMC | YMC |     |     | 36*    | 7º*  | [ 7 ] |
| 2021 | Dallara F2 2018 Mecachrome V6 Turbo    | P    | 16  | Roy Nissany         | 12   | 15   | Ret  | 3    | Ret | 9   | 16   | 16   | 16   | Ret  | 12  | 16  | Ret | 18  | 8   | 16  | C   | 15  | 13  | 11  | 15  | 14  | 17  | 13  | 36*    | 7º*  | [ 7 ] |
| 2021 | Dallara F2 2018 Mecachrome V6 Turbo    | P    | 17  | Marcus Armstrong    | Ret  | 10   | 5    | 10   | Ret | Ret | 7    | Ret  | Ret  | 9    | 2   | 12  | 11  | 15  | 9   | 11  | C   | 11  | 1   | Ret | 8   | 10  | 7   |     | 36*    | 7º*  | [ 7 ] |

- * Temporada en progreso.

### Categorías pasadas

#### GP2 Series
(Clave) (negrita indica pole position) (cursiva indica vuelta rápida puntuable)

| Año  | Chasis                                 | Neu. | N.º | Pilotos               | 1   | 1   | 2   | 2   | 3   | 3   | 4   | 4   | 5   | 5   | 6   | 6   | 7   | 7   | 8   | 8   | 9   | 9   | 10  | 10  | 11  | 11  | 12  | 12  | Puntos | Pos. | Ref.   |
| ---- | -------------------------------------- | ---- | --- | --------------------- | --- | --- | --- | --- | --- | --- | --- | --- | --- | --- | --- | --- | --- | --- | --- | --- | --- | --- | --- | --- | --- | --- | --- | --- | ------ | ---- | ------ |
| 2005 | Dallara GP2/05 Mecachrome V8108 GP2 V8 | B    |     |                       | IMO | IMO | BAR | BAR | MON | MON | NÜR | NÜR | MAG | MAG | SIL | SIL | HOC | HOC | BUD | BUD | EST | EST | MNZ | MNZ | SPA | SPA | SAK | SAK | 36     | 7.º  | [ 8 ]  |
| 2005 | Dallara GP2/05 Mecachrome V8108 GP2 V8 | B    | 14  | José María López      | 2   | 11  | 6   | 1   | Ret | Ret | 13  | 14  | 2   | Ret | 9   | Ret | 13  | 10  | Ret | Ret | 6   | 7   | Ret | Ret | 10  | 8   | 4   | 4   | 36     | 7.º  | [ 8 ]  |
| 2005 | Dallara GP2/05 Mecachrome V8108 GP2 V8 | B    | 15  | Fairuz Fauzy          | 17† | 12  | 12  | 7   | Ret | Ret | 14  | 10  | 14  | 10  | Ret | Ret | Ret | 16  | Ret | 13  | Ret | 15  | 14  | 11  | 13  | 15  | 11  | 10  | 36     | 7.º  | [ 8 ]  |
| 2006 | Dallara GP2/05 Mecachrome V8108 GP2 V8 | B    |     |                       | VAL | VAL | IMO | IMO | NÜR | NÜR | BAR | BAR | MON | MON | SIL | SIL | MAG | MAG | HOC | HOC | BUD | BUD | EST | EST | MNZ | MNZ |     |     | 14     | 11.º | [ 9 ]  |
| 2006 | Dallara GP2/05 Mecachrome V8108 GP2 V8 | B    | 14  | Ferdinando Monfardini | 12  | Ret | 12  | 9   | Ret | 10  | 6   | 6   | 9   | 9   | Ret | DNS | 8   | Ret | Ret | 12  | 11  | 6   | 18† | 12  | Ret | Ret |     |     | 14     | 11.º | [ 9 ]  |
| 2006 | Dallara GP2/05 Mecachrome V8108 GP2 V8 | B    | 15  | Franck Perera         | 11  | 14  | Ret | 14  | Ret | 15  | 13  | Ret | 2   | 2   | Ret | 10  | Ret | 12  | 14  | 11  | 9   | Ret | 12  | 8   | 15† | 15† |     |     | 14     | 11.º | [ 9 ]  |
| 2007 | Dallara GP2/05 Mecachrome V8108 GP2 V8 | B    |     |                       | SAK | SAK | BAR | BAR | MON | MON | MAG | MAG | SIL | SIL | NÜR | NÜR | BUD | BUD | EST | EST | MNZ | MNZ | SPA | SPA | VAL | VAL |     |     | 67     | 5.º  | [ 10 ] |
| 2007 | Dallara GP2/05 Mecachrome V8108 GP2 V8 | B    | 22  | Kazuki Nakajima       | 17  | 6   | 15  | 7   | 10  | 10  | 17  | 6   | 3   | 3   | 3   | 3   | 2   | Ret | 6   | Ret | DSQ | 18  | Ret | 9   | 3   | 7   |     |     | 67     | 5.º  | [ 10 ] |
| 2007 | Dallara GP2/05 Mecachrome V8108 GP2 V8 | B    | 23  | Nicolas Lapierre      | 7   | 1   | Ret | DNS | Ret | Ret | 8   | Ret | Ret | DNS | 9   | Ret | Ret | 14  | 15  | Ret | 10  | 17† | 1   | 21  | Ret | 21  |     |     | 67     | 5.º  | [ 10 ] |
| 2008 | Dallara GP2/08 Mecachrome V8108 GP2 V8 | B    |     |                       | BAR | BAR | EST | EST | MON | MON | MAG | MAG | SIL | SIL | HOC | HOC | BUD | BUD | VAL | VAL | SPA | SPA | MNZ | MNZ |     |     |     |     | 31     | 8.º  | [ 11 ] |
| 2008 | Dallara GP2/08 Mecachrome V8108 GP2 V8 | B    | 9   | Jérôme d'Ambrosio     | Ret | 15  | Ret | Ret | 9   | 7   | 6   | Ret | 9   | 12  | Ret | 10  | 9   | Ret | 5   | 2   | 8   | 2   | 7   | 6   |     |     |     |     | 31     | 8.º  | [ 11 ] |
| 2008 | Dallara GP2/08 Mecachrome V8108 GP2 V8 | B    | 10  | Kamui Kobayashi       | 8   | 1   | Ret | 9   | Ret | 18  | Ret | 9   | Ret | 7   | Ret | 18  | 11  | 8   | Ret | 6   | 9   | 14  | Ret | 13  |     |     |     |     | 31     | 8.º  | [ 11 ] |
| 2009 | Dallara GP2/08 Mecachrome V8108 GP2 V8 | B    |     |                       | BAR | BAR | MON | MON | EST | EST | SIL | SIL | NÜR | NÜR | BUD | BUD | VAL | VAL | SPA | SPA | MNZ | MNZ | ALG | ALG |     |     |     |     | 42     | 6.º  | [ 12 ] |
| 2009 | Dallara GP2/08 Mecachrome V8108 GP2 V8 | B    | 16  | Jérôme d'Ambrosio     | 3   | 3   | 6   | 2   | Ret | 15  | 19  | 12  | 10  | 7   | 16  | Ret | 9   | 4   | Ret | Ret | 4   | 4   | Ret | 10  |     |     |     |     | 42     | 6.º  | [ 12 ] |
| 2009 | Dallara GP2/08 Mecachrome V8108 GP2 V8 | B    | 17  | Kamui Kobayashi       | 8   | 5   | Ret | 12  | Ret | NC  | Ret | 17  | 9   | 3   | 13  | 8   | 8   | 11  | 7   | 11  | 17  | 17† | 6   | 19  |     |     |     |     | 42     | 6.º  | [ 12 ] |
| 2010 | Dallara GP2/08 Mecachrome V8108 GP2 V8 | B    |     |                       | BAR | BAR | MON | MON | EST | EST | VAL | VAL | SIL | SIL | HOC | HOC | BUD | BUD | SPA | SPA | MNZ | MNZ | YMC | YMC |     |     |     |     | 35     | 6.º  | [ 13 ] |
| 2010 | Dallara GP2/08 Mecachrome V8108 GP2 V8 | B    | 11  | Jérôme d'Ambrosio     | Ret | 13  | 8   | 1   | 10  | 8   | Ret | 8   | 11  | 11  |     |     | 6   | Ret | Ret | Ret | 5   | 2   | 14  | 8   |     |     |     |     | 35     | 6.º  | [ 13 ] |
| 2010 | Dallara GP2/08 Mecachrome V8108 GP2 V8 | B    | 11  | Romain Grosjean       |     |     |     |     |     |     |     |     |     |     | 20  | 19† |     |     |     |     |     |     |     |     |     |     |     |     | 35     | 6.º  | [ 13 ] |
| 2010 | Dallara GP2/08 Mecachrome V8108 GP2 V8 | B    | 12  | Ho-Pin Tung           | 13  | 10  | Ret | Ret | 11  | 9   | Ret | 13  | Ret | 15  | Ret | 14  | Ret | DNS |     |     |     |     |     |     |     |     |     |     | 35     | 6.º  | [ 13 ] |
| 2010 | Dallara GP2/08 Mecachrome V8108 GP2 V8 | B    | 12  | Romain Grosjean       |     |     |     |     |     |     |     |     |     |     |     |     |     |     | 3   | 6   | 13  | 17† | 6   | 3   |     |     |     |     | 35     | 6.º  | [ 13 ] |
| 2011 | Dallara GP2/11 Mecachrome V8108 GP2 V8 | P    |     |                       | EST | EST | BAR | BAR | MON | MON | VAL | VAL | SIL | SIL | NÜR | NÜR | BUD | BUD | SPA | SPA | MNZ | MNZ |     |     |     |     |     |     | 89     | 2.º  | [ 14 ] |
| 2011 | Dallara GP2/11 Mecachrome V8108 GP2 V8 | P    | 11  | Romain Grosjean       | 1   | 10  | DSQ | 9   | 4   | 3   | 1   | Ret | 4   | 1   | 3   | 1   | 1   | 3   | 3   | 4   | 3   | 21  |     |     |     |     |     |     | 89     | 2.º  | [ 14 ] |
| 2011 | Dallara GP2/11 Mecachrome V8108 GP2 V8 | P    | 12  | Pål Varhaug           | 18  | 21  | 15  | 8   | Ret | 21  | 13  | 10  | 16  | 23  | Ret | 17  | 13  | Ret | 13  | 18  | 11  | 10  |     |     |     |     |     |     | 89     | 2.º  | [ 14 ] |
| 2012 | Dallara GP2/11 Mecachrome V8108 GP2 V8 | P    |     |                       | KUA | KUA | SAK | SAK | SAK | SAK | BAR | BAR | MON | MON | VAL | VAL | SIL | SIL | HOC | HOC | BUD | BUD | SPA | SPA | MNZ | MNZ | SIN | SIN | 342    | 1.º  | [ 15 ] |
| 2012 | Dallara GP2/11 Mecachrome V8108 GP2 V8 | P    | 3   | Davide Valsecchi      | 2   | Ret | 1   | 1   | 1   | 3   | 4   | 3   | 4   | Ret | 18  | 10  | 7   | 2   | 13  | 7   | 2   | 4   | 3   | Ret | 6   | 1   | 4   | 5   | 342    | 1.º  | [ 15 ] |
| 2012 | Dallara GP2/11 Mecachrome V8108 GP2 V8 | P    | 4   | Felipe Nasr           | 6   | 3   | Ret | 6   | 11  | 5   | 11  | 9   | 17  | Ret | Ret | 14  | 6   | 3   | 4   | 3   | 25† | 8   | 8   | 2   | Ret | 21  | 6   | 7   | 342    | 1.º  | [ 15 ] |
| 2013 | Dallara GP2/11 Mecachrome V8108 GP2 V8 | P    |     |                       | KUA | KUA | SAK | SAK | BAR | BAR | MON | MON | SIL | SIL | NÜR | NÜR | BUD | BUD | SPA | SPA | MNZ | MNZ | SIN | SIN | YMC | YMC |     |     | 224    | 4.º  | [ 16 ] |
| 2013 | Dallara GP2/11 Mecachrome V8108 GP2 V8 | P    | 1   | Marcus Ericsson       | Ret | 13  | 13  | Ret | Ret | 20  | Ret | 18  | 11  | 8   | 1   | 13  | 2   | 4   | 2   | 15  | Ret | 23  | 7   | 2   | 3   | 6   |     |     | 224    | 4.º  | [ 16 ] |
| 2013 | Dallara GP2/11 Mecachrome V8108 GP2 V8 | P    | 2   | Stéphane Richelmi     | 8   | 4   | Ret | 13  | 15  | 15  | 9   | 8   | 2   | 19  | 5   | Ret | 5   | 9   | 7   | 4   | 4   | 25  | 4   | 4   | Ret | 20  |     |     | 224    | 4.º  | [ 16 ] |
| 2014 | Dallara GP2/11 Mecachrome V8108 GP2 V8 | P    |     |                       | SAK | SAK | BAR | BAR | MON | MON | SPI | SPI | SIL | SIL | HOC | HOC | BUD | BUD | SPA | SPA | MNZ | MNZ | SOC | SOC | YMC | YMC |     |     | 255    | 3.º  | [ 17 ] |
| 2014 | Dallara GP2/11 Mecachrome V8108 GP2 V8 | P    | 7   | Jolyon Palmer         | 3   | 1   | 2   | 2   | 1   | 7   | 5   | 6   | 2   | 4   | 3   | 6   | 4   | 2   | 6   | 3   | 8   | 1   | 1   | 10  | 2   | Ret |     |     | 255    | 3.º  | [ 17 ] |
| 2014 | Dallara GP2/11 Mecachrome V8108 GP2 V8 | P    | 8   | Stéphane Richelmi     | 19  | 5   | 10  | 7   | 8   | 1   | 14  | 10  | 8   | 6   | 10  | Ret | Ret | 11  | 21  | 12  | 4   | 3   | 22  | 18  | 5   | 9   |     |     | 255    | 3.º  | [ 17 ] |
| 2015 | Dallara GP2/11 Mecachrome V8108 GP2 V8 | P    |     |                       | SAK | SAK | BAR | BAR | MON | MON | SPI | SPI | SIL | SIL | BUD | BUD | SPA | SPA | MNZ | MNZ | SOC | SOC | SAK | SAK | YMC | YMC |     |     | 220    | 3.º  | [ 18 ] |
| 2015 | Dallara GP2/11 Mecachrome V8108 GP2 V8 | P    | 1   | Pierre Gasly          | Ret | 22  | 7   | 3   | 14  | 10  | 13  | 6   | 4   | 3   | 2   | 8   | 19  | Ret | Ret | 12  | 2   | 5   | 6   | 7   | 5   | C   |     |     | 220    | 3.º  | [ 18 ] |
| 2015 | Dallara GP2/11 Mecachrome V8108 GP2 V8 | P    | 2   | Alex Lynn             | 19  | 15  | 5   | 1   | 13  | 11  | 3   | 20  | 5   | 6   | 1   | 9   | 11  | 8   | Ret | 10  | Ret | 10  | 8   | 3   | 8   | C   |     |     | 220    | 3.º  | [ 18 ] |
| 2016 | Dallara GP2/11 Mecachrome V8108 GP2 V8 | P    |     |                       | BAR | BAR | MON | MON | BAK | BAK | SPI | SPI | SIL | SIL | BUD | BUD | HOC | HOC | SPA | SPA | MNZ | MNZ | KUA | KUA | YMC | YMC |     |     | 147    | 5.º  | [ 19 ] |
| 2016 | Dallara GP2/11 Mecachrome V8108 GP2 V8 | P    | 5   | Alex Lynn             | 6   | 1   | 4   | 5   | Ret | 9   | 11  | 3   | 16  | 14  | 12  | Ret | 7   | 1   | 3   | 10  | 12  | 5   | 4   | 12  | 8   | 1   |     |     | 147    | 5.º  | [ 19 ] |
| 2016 | Dallara GP2/11 Mecachrome V8108 GP2 V8 | P    | 6   | Nicholas Latifi       | 2   | 7   | Ret | Ret | Ret | 13  | 10  | Ret | 11  | 10  | 16  | 12  | 14  | 17  | 13  | 9   | 16  | 15  | 14  | 10  | 9   | 12  |     |     | 147    | 5.º  | [ 19 ] |

#### GP2 Asia Series
(Clave) (negrita indica pole position) (cursiva indica vuelta rápida puntuable)

| Año     | Chasis                                 | Neu. | N.º | Pilotos            | 1    | 1    | 2    | 2    | 3    | 3    | 4    | 4    | 5    | 5    | 6    | 6    | Puntos | Pos. | Ref.   |
| ------- | -------------------------------------- | ---- | --- | ------------------ | ---- | ---- | ---- | ---- | ---- | ---- | ---- | ---- | ---- | ---- | ---- | ---- | ------ | ---- | ------ |
| 2008    | Dallara GP2/08 Mecachrome V8108 GP2 V8 | B    |     |                    | YMC1 | YMC1 | SEN  | SEN  | KUA  | KUA  | SAK  | SAK  | YMC2 | YMC2 |      |      | 34     | 4.º  | [ 20 ] |
| 2008    | Dallara GP2/08 Mecachrome V8108 GP2 V8 | B    | 9   | Jérôme d'Ambrosio  | 11   | 8    | Ret  | Ret  | 3    | Ret  | 11   | 12   | 7    | 3    |      |      | 34     | 4.º  | [ 20 ] |
| 2008    | Dallara GP2/08 Mecachrome V8108 GP2 V8 | B    | 10  | Kamui Kobayashi    | 13   | Ret  | Ret  | 15   | 5    | 1    | 3    | 1    | 20   | 14   |      |      | 34     | 4.º  | [ 20 ] |
| 2008-09 | Dallara GP2/08 Mecachrome V8108 GP2 V8 | B    |     |                    | SHA  | SHA  | DUB  | DUB  | SAK1 | SAK1 | LOS  | LOS  | KUA  | KUA  | SAK2 | SAK2 | 92     | 1.º  | [ 21 ] |
| 2008-09 | Dallara GP2/08 Mecachrome V8108 GP2 V8 | B    | 7   | Jérôme d'Ambrosio  | 9    | 5    | 7    | C    | 2    | 3    | 5    | 7    | Ret  | DSQ  | 3    | 2    | 92     | 1.º  | [ 21 ] |
| 2008-09 | Dallara GP2/08 Mecachrome V8108 GP2 V8 | B    | 8   | Kamui Kobayashi    | 2    | Ret  | 1    | C    | 1    | 6    | 4    | 18   | 2    | 7    | 4    | 5    | 92     | 1.º  | [ 21 ] |
| 2009-10 | Dallara GP2/08 Mecachrome V8108 GP2 V8 | B    |     |                    | YMC1 | YMC1 | YMC2 | YMC2 | SAK1 | SAK1 | SAK2 | SAK2 |      |      |      |      | 12     | 7.º  | [ 22 ] |
| 2009-10 | Dallara GP2/08 Mecachrome V8108 GP2 V8 | B    | 1   | Christian Vietoris | 6    | 1    | Ret  | 14   | 14   | 9    | Ret  | 14   |      |      |      |      | 12     | 7.º  | [ 22 ] |
| 2009-10 | Dallara GP2/08 Mecachrome V8108 GP2 V8 | B    | 2   | Edoardo Piscopo    | 9    | 7    | Ret  | 16   | 15   | 5    | 8    | DNS  |      |      |      |      | 12     | 7.º  | [ 22 ] |
| 2011    | Dallara GP2/11 Mecachrome V8108 GP2 V8 | P    |     |                    | YMC  | YMC  | IMO  | IMO  |      |      |      |      |      |      |      |      | 25     | 1.º  | [ 23 ] |
| 2011    | Dallara GP2/11 Mecachrome V8108 GP2 V8 | P    | 9   | Romain Grosjean    | 2    | Ret  | 1    | 7    |      |      |      |      |      |      |      |      | 25     | 1.º  | [ 23 ] |
| 2011    | Dallara GP2/11 Mecachrome V8108 GP2 V8 | P    | 10  | Pål Varhaug        | Ret  | 20   | 13   | 6    |      |      |      |      |      |      |      |      | 25     | 1.º  | [ 23 ] |

#### GP3 Series
(Clave) (negrita indica pole position) (cursiva indica vuelta rápida puntuable)

| Año  | Chasis                          | Neu. | N.º | Pilotos            | 1   | 1   | 2   | 2   | 3   | 3   | 4   | 4   | 5   | 5   | 6   | 6   | 7   | 7   | 8   | 8   | 9   | 9   | Puntos | Pos. | Ref.   |
| ---- | ------------------------------- | ---- | --- | ------------------ | --- | --- | --- | --- | --- | --- | --- | --- | --- | --- | --- | --- | --- | --- | --- | --- | --- | --- | ------ | ---- | ------ |
| 2016 | Dallara GP3/16 Mecachrome 3.4 L | P    |     |                    | BAR | BAR | SPI | SPI | SIL | SIL | BUD | BUD | HOC | HOC | SPA | SPA | MNZ | MNZ | KUA | KUA | YMC | YMC | 152    | 4.º  | [ 24 ] |
| 2016 | Dallara GP3/16 Mecachrome 3.4 L | P    | 26  | Santino Ferrucci   | 15  | 11  | 15  | 10  | 18  | 4   | 15  | 11  | 9   | 4   | 7   | 3   | 19† | 11  | Ret | Ret | 9   | 15  | 152    | 4.º  | [ 24 ] |
| 2016 | Dallara GP3/16 Mecachrome 3.4 L | P    | 27  | Jake Hughes        | 2   | 8   | 8   | 6   | Ret | 17  | 23  | 19  | 8   | 1   | Ret | Ret | 3   | 10  | Ret | 12  | 7   | 1   | 152    | 4.º  | [ 24 ] |
| 2016 | Dallara GP3/16 Mecachrome 3.4 L | P    | 28  | Kevin Jörg         | 5   | 7   | 13  | 14  | 15  | 11  | 10  | 9   | 14  | 10  | 11  | Ret | NC  | 12  | 12  | 11  | 4   | 8   | 152    | 4.º  | [ 24 ] |
| 2017 | Dallara GP3/16 Mecachrome 3.4 L | P    |     |                    | BAR | BAR | SPI | SPI | SIL | SIL | BUD | BUD | SPA | SPA | MNZ | MNZ | JER | JER | YMC | YMC |     |     | 48     | 6.º  | [ 25 ] |
| 2017 | Dallara GP3/16 Mecachrome 3.4 L | P    | 14  | Santino Ferrucci   | 9   | 8   | Ret | 13  | Ret | 9   |     |     |     |     |     |     |     |     |     |     |     |     | 48     | 6.º  | [ 25 ] |
| 2017 | Dallara GP3/16 Mecachrome 3.4 L | P    | 14  | Matthieu Vaxivière |     |     |     |     |     |     | 12  | 12  | Ret | 15  |     |     |     |     |     |     |     |     | 48     | 6.º  | [ 25 ] |
| 2017 | Dallara GP3/16 Mecachrome 3.4 L | P    | 14  | Dan Ticktum        |     |     |     |     |     |     |     |     |     |     | 13  | C   | 4   | Ret | 4   | 3   |     |     | 48     | 6.º  | [ 25 ] |
| 2017 | Dallara GP3/16 Mecachrome 3.4 L | P    | 15  | Tatiana Calderón   | 14  | Ret | 13  | 12  | 14  | 15  | Ret | 13  | 16  | 13  | 7   | C   | 13  | 8   | 16  | 15  |     |     | 48     | 6.º  | [ 25 ] |
| 2017 | Dallara GP3/16 Mecachrome 3.4 L | P    | 16  | Bruno Baptista     | 16  | 13  | 14  | Ret | 15  | 14  | 10  | Ret | Ret | 16  | 10  | C   | 16  | 13  | 10  | 9   |     |     | 48     | 6.º  | [ 25 ] |